# Hồ Hữu Tiệp
Hồ Hữu Tiệp nằm ở phường Ngọc Hà, quận Ba Đình, Hà Nội là di tích của một khúc sông cũ. Khúc sông đó vào năm 1994 đã bị lấp, chỉ còn lại một phần và sau này phần đó trở thành hồ Hữu Tiệp ngày nay.
Hiện nay hồ này là một nơi phục vụ nhu cầu sinh hoạt của người dân như: tập thể dục, đi bộ, dạo, nghỉ chân, tham quan hồ. Tuy nhiên, hồ đang bị những người thiếu ý thức đổ rác bừa bãi gây nên cảnh quan không đẹp. Trước sự xuống cấp cùng nguy cơ trở thành phế tích, vào tháng 4 năm 2021, TP Hà Nội đã gấp rút triển khai dự án tu bổ, tôn tạo di tích lịch sử quốc gia hồ Hữu Tiệp. Sau hơn một năm triển khai các hạng mục, di tích này đã đón khách tham quan trở lại vào dịp kỷ niệm 50 năm thắng lợi của chiến dịch "Điện Biên Phủ trên không".
Nơi đây còn lưu giữ xác máy bay B52 bị bắn rơi trên bầu trời Hà Nội trong 12 ngày đêm chiến dịch Điện Biên Phủ trên không.